# Вера Йорданова
Ве́ра Йордано́ва (болг. Вера Йорданова, фін. Vera Jordanova; 28 серпня 1975, Гельсінкі) — фінська модель і акторка болгарського походження. У теперішній час мешкає в США.

## Біографія
Йорданова народилася у Гельсінкі, у родині болгарських музикантів. Коли Вері виповнилося 7 років, батьки вирішили повернутися на батьківщину У Болгарії родина прожила сім років, після чого остаточно перебралася до Фінляндії. Вера навчалася у ліцеї іноземних мов, перш ніж на неї звернули увагу співпрацівники модельного агентства Paparazzi.

## Кар'єра
На початку модельної кар'єри Йорданова з'явилася на обкладинках кількох фінських журналів. Надалі їй запропонували роботу за межами Фінляндії, вона працювала з такими брендами, як Felina Lingerie, Bacardi Lime і Clarins. У 2006 році вона знялася для календаря Maxim, фото опублікували також FHM і чеське видання Esquire за червень 2007 р.
У той же час Вера пробує себе як акторка. Вона знімається у кількох фінських серіалах, а 2007 року — в американському фільмі жахів «Хостел 2», де вона грає Аксель.
У 2014 році виходить кухарська книга «Don't Miss a Bite: Stories and Flavors from around the World» («Не впускайте нагоди перекусити: Оповідання і смаки з усього світу»), написана Йордановою на основі згадок і вражень від кухонь різних країн. Книжка, уперше опублікована у Фінляндії, містить 100 рецептів, що супроводжуються короткими оповіданнями, ілюстрована малюнками та фотографіями авторки.
Вільно володіє болгарською, фінською та англійською мовами, також трохи говорить іспанською, французькою і російською.

## Фільмографія
- 1993 — «Harjunpää ja kiusantekijät» — модель
- 2007 — «Хостел 2» — Аксель